# 서천교 (경주시)

서천교 주변 도로

서천교(西川橋)는 대한민국의 경상북도 경주시 서악동과 노서동을 연결하는 총연장 283.8m, 너비 25m, 주경간 25.8m, 길이 6.4m, 형산강의 다리이다. 국도 제4호선과 국도 제35호선의 일부, 경주 시내로 진출이 가능하며, 주변에는 경주여자중학교, 김유신장군코스, 경주고속버스터미널 등이 있다.

## 역사
원래 2차로에 불과하였으나, 관광객 증가와 출퇴근 교통 수요의 증가에 따라 1970년대에 4차로로 확장되었다. 교통량이 더욱 증가하자 1989년을 기점으로 6차로로 다시 확장되었다.

## 접속하는 도로
- 국도 제4호선
- 국도 제35호선
- 태종로